# Phumosia stabulans
Phumosia stabulans este o specie de muște din genul Phumosia, familia Calliphoridae. A fost descrisă pentru prima dată de Mario Bezzi în anul 1908. Conform Catalogue of Life specia Phumosia stabulans nu are subspecii cunoscute.